# Reimut Zohlnhöfer
Reimut Zohlnhöfer (* 1972 in Freiburg im Breisgau) ist ein deutscher Politikwissenschaftler und ordentlicher Professor an der Ruprecht-Karls-Universität Heidelberg.

## Leben und Wirken
Zohlnhöfer studierte nach dem Abitur ab 1992 Politikwissenschaft, Wirtschaft und Germanistik an der Universität Heidelberg. Nach einem Auslandsaufenthalt 1996 an der Universität Essex erlangte er den Abschluss des Magisters im Jahre 1998, ehe er 2001 an der Universität Bremen promovierte. Im Jahr 2008 erfolgte schließlich die Habilitation an der Universität Heidelberg sowie der Wechsel an die Universität Bamberg.
Seit 2011 hat Zohlnhöfer den Lehrstuhl für Politische Wissenschaft, insbesondere für vergleichende Analyse politischer Systeme am Institut für Politische Wissenschaft inne. Der gebürtige Freiburger arbeitete u. a. bereits als John F. Kennedy Memorial Fellow am Minda de Gunzburg Center for European Studies an der Harvard University und erhielt 2011 einen Ruf der Universität Hannover, welchen er ablehnte. Zohlnhöfer gilt als ausgewiesener Experte im Bereich der Policy-Forschung und als renommierter Wissenschaftler, welcher auch tagesaktuelle Politik kritisch beurteilt und diese Aspekte in seinen Werken immer wieder aufgreift. Neben seinen Lehr- und Forschungstätigkeiten ist er zudem Studiendekan der Fakultät für Wirtschafts- und Sozialwissenschaften, Vorsitzender des Direktoriums von HeiKa (Heidelberg Karlsruhe Research Partnership), Vertrauensdozent der Studienstiftung des Deutschen Volkes und war von 2013 bis 2015 Institutsdirektor des IPW.

## Forschungsschwerpunkte
Zohlnhöfers Forschungsschwerpunkte liegen auf der vergleichenden Politikfeldanalyse, der politischen Ökonomie, der Parteienforschung sowie der Analyse von Prozessen und politischen Inhalten in der Bundesrepublik Deutschland. Ein Projekt befasst sich mit dem Wandel wirtschaftspolitischer Intervention in entwickelten Demokratien, der sich in zunehmender Liberalisierung und Privatisierung, sinkenden Unternehmenssteuersätzen und Haushaltskonsolidierung niederschlägt. Ein anderes Projekt, das in Zusammenarbeit mit Raanan Sulitzeanu-Kenan (Hebrew University, Jerusalem) durchgeführt wird, analysiert auf experimenteller Basis die Frage, ob Regierungen für unpopuläre oder gescheiterte Maßnahmen weniger abgestraft werden, wenn diese Maßnahmen nicht zu ihrer ideologischen Ausrichtung passen. Die Weiterentwicklung und kritische empirische Anwendung des Multiple-Streams-Ansatzes der vergleichenden Policyforschung, demzufolge Politik nicht als rationales Problemlösen, sondern als Verkoppeln bereits bestehender Politikprojekte mit neu ins Bewusstsein tretenden Problemen zu verstehen ist, steht im Zentrum eines weiteren Projektes. Zwischenergebnisse dieser Projekte sind in führenden internationalen Fachzeitschriften wie Comparative Political Studies, dem European Journal of Political Research oder dem Policy Studies Journal publiziert.

## Publikationen (Auswahl)
- zusammen mit Georg Wenzelburger (Hrsg.): Handbuch Policy-Forschung. Springer VS, Wiesbaden 2015, ISBN 978-3-658-01967-9.
- zusammen mit Thomas Saalfeld (Hrsg.): Politik im Schatten der Krise. Eine Bilanz der Regierung Merkel, 2009–2013. Springer VS, Wiesbaden 2015, ISBN 978-3-658-05212-6.
- zusammen mit Christoph Egle (Hrsg.): Die zweite Große Koalition. Eine Bilanz der Regierung Merkel, 2005–2009. Verlag für Sozialwissenschaften, Wiesbaden 2010, ISBN 978-3-531-16796-1.
- Reimut Zohlnhöfer: Globalisierung der Wirtschaft und finanzpolitische Anpassungsreaktionen in Westeuropa. Nomos, Baden-Baden 2009, ISBN 978-3-8329-4462-9.
- Reimut Zohlnhöfer: Die Wirtschaftspolitik Der Ära Kohl: Eine Analyse Der Schlüsselentscheidungen In Den Politikfeldern Finanzen, Arbeit Und Entstaatlichung, 1982–1998. Leske + Budrich Verlag, 2001, ISBN 3-8100-3159-3.